# Bahnstrecke Plymouth–Lincoln
| Gesellschaft: | WSR, HOBO            |                                      |                                      |
| Streckenlänge: | 34,79 km             |                                      |                                      |
| Spurweite: | 1435 mm (Normalspur) |                                      |                                      |
| |                      |                                      |                                      |
| Gleise: | 1                    |                                      |                                      |
| \| \| \| \| \| \| \| \| von Concord \| \| \| \| 0,00 \| Plymouth NH \| Plymouth NH \| \| \| \| nach Wells River \| \| \| \| \| Baker River \| \| \| \| 3,72 \| Livermore Falls NH \| Livermore Falls NH \| \| \| 4,94 \| Pemigewasset River \| Pemigewasset River \| \| \| 6,82 \| Blair NH \| Blair NH \| \| \| \| Beebe River \| \| \| \| 9,04 \| Beebe River NH \| Beebe River NH \| \| \| \| Waldbahn \| \| \| \| \| Mad River \| \| \| \| 11,86 \| Campton NH (früher Campton Village) \| Campton NH (früher Campton Village) \| \| \| \| Anschlussbahn nach Campton Village \| \| \| \| \| Pemigewasset River \| \| \| \| 14,37 \| Lyfords Siding NH \| Lyfords Siding NH \| \| \| 16,99 \| Thornton NH \| Thornton NH \| \| \| 21,73 \| West Thornton NH \| West Thornton NH \| \| \| \| Waldbahn \| \| \| \| ca. 22 \| West Thornton Golfplatz \| West Thornton Golfplatz \| \| \| 26,72 \| Woodstock NH \| Woodstock NH \| \| \| \| Pemigewasset River \| \| \| \| 29,47 \| Mountain Park NH \| Mountain Park NH \| \| \| \| Woodstock and Thornton Gore Railroad \| \| \| \| 31,17 \| Fairview NH \| Fairview NH \| \| \| \| Pemigewasset River \| \| \| \| 33,17 \| North Woodstock NH \| North Woodstock NH \| \| \| \| Waldbahn in Richtung Franconia Notch \| \| \| \| 34,79 \| Lincoln NH \| Lincoln NH \| \| \| \| East Branch and Lincoln Railroad \| \| |                      |                                      |                                      |
| |                      |                                      |                                      |
| Strecke |                      | von Concord                          | von Concord                          |
| Bahnhof | 0,00                 | Plymouth NH                          | Plymouth NH                          |
| Abzweig geradeaus und ehemals nach links |                      | nach Wells River                     | nach Wells River                     |
| Brücke über Wasserlauf |                      | Baker River                          | Baker River                          |
| Haltepunkt / Haltestelle | 3,72                 | Livermore Falls NH                   | Livermore Falls NH                   |
| Brücke über Wasserlauf | 4,94                 | Pemigewasset River                   | Pemigewasset River                   |
| ehemaliger Haltepunkt / Haltestelle | 6,82                 | Blair NH                             | Blair NH                             |
| Brücke über Wasserlauf |                      | Beebe River                          | Beebe River                          |
| ehemaliger Bahnhof | 9,04                 | Beebe River NH                       | Beebe River NH                       |
| Abzweig geradeaus und ehemals nach rechts |                      | Waldbahn                             | Waldbahn                             |
| Brücke über Wasserlauf |                      | Mad River                            | Mad River                            |
| ehemaliger Bahnhof | 11,86                | Campton NH (früher Campton Village)  | Campton NH (früher Campton Village)  |
| Abzweig geradeaus und ehemals nach rechts |                      | Anschlussbahn nach Campton Village   | Anschlussbahn nach Campton Village   |
| Brücke über Wasserlauf |                      | Pemigewasset River                   | Pemigewasset River                   |
| ehemaliger Dienststation / Betriebs- oder Güterbahnhof | 14,37                | Lyfords Siding NH                    | Lyfords Siding NH                    |
| ehemaliger Haltepunkt / Haltestelle | 16,99                | Thornton NH                          | Thornton NH                          |
| ehemaliger Bahnhof | 21,73                | West Thornton NH                     | West Thornton NH                     |
| Abzweig geradeaus und ehemals nach links |                      | Waldbahn                             | Waldbahn                             |
| Bahnhof | ca. 22               | West Thornton Golfplatz              | West Thornton Golfplatz              |
| ehemaliger Bahnhof | 26,72                | Woodstock NH                         | Woodstock NH                         |
| Brücke über Wasserlauf |                      | Pemigewasset River                   | Pemigewasset River                   |
| ehemaliger Haltepunkt / Haltestelle | 29,47                | Mountain Park NH                     | Mountain Park NH                     |
| Abzweig geradeaus und ehemals nach rechts |                      | Woodstock and Thornton Gore Railroad | Woodstock and Thornton Gore Railroad |
| ehemaliger Haltepunkt / Haltestelle | 31,17                | Fairview NH                          | Fairview NH                          |
| Brücke über Wasserlauf |                      | Pemigewasset River                   | Pemigewasset River                   |
| Kopfbahnhof Strecke ab hier außer Betrieb | 33,17                | North Woodstock NH                   | North Woodstock NH                   |
| Abzweig geradeaus und nach links (Strecke außer Betrieb) |                      | Waldbahn in Richtung Franconia Notch | Waldbahn in Richtung Franconia Notch |
| Bahnhof (Strecke außer Betrieb) | 34,79                | Lincoln NH                           | Lincoln NH                           |
| Strecke (außer Betrieb) |                      | East Branch and Lincoln Railroad     | East Branch and Lincoln Railroad     |

Die Bahnstrecke Plymouth–Lincoln ist eine Eisenbahnverbindung in New Hampshire (Vereinigte Staaten). Sie ist rund 35 Kilometer lang und verbindet die Städte Plymouth und Lincoln. Die Strecke gehört dem Bundesstaat New Hampshire und ist an die Hobo Railroad sowie deren Tochtergesellschaft Winnipesaukee Scenic Railroad verpachtet. Der kurze Abschnitt von North Woodstock nach Lincoln ist stillgelegt.

## Geschichte
Die Pemigewasset Valley Railroad wurde am 9. Juli 1874 gegründet, um eine Querverbindung zwischen der Bahnstrecke Concord–Wells River und der im gleichen Monat eröffneten Bahnstrecke Wing Road–Mount Washington über den Franconia Notch, einen auf 590 Metern Höhe liegenden Gebirgspass, herzustellen und so eine kürzere Verbindung in die White Mountains zu bieten, als dies über die bestehenden Strecken möglich war. Als abzusehen war, dass die Finanzen nicht ausreichen, wurde die Profile and Franconia Notch Railroad gegründet, die von Norden her in Richtung des Passes eine Strecke baute. Nun wollte die Pemigewasset Valley zum Endpunkt dieser Strecke am Profile House bauen. Erst mit finanzieller Unterstützung der Boston, Concord and Montreal Railroad konnte am 1. März 1883 der erste Abschnitt von Plymouth bis Woodstock in Betrieb genommen werden. Noch im gleichen Jahr war Lincoln erreicht. Der Weiterbau unterblieb und Lincoln wurde der Endpunkt der Strecke.
Den Betrieb führte ab April 1883 an die Boston, Concord&Montreal, die 1889 durch die Concord and Montreal Railroad und diese wiederum 1895 durch die Boston and Maine Railroad übernommen wurde. Durch ein Hochwasser 1927 wurde der Verkehr auf der Strecke für etwa ein Jahr unterbrochen, bis alle Brücken und Unterspülungen repariert waren. Von 1892 bis 1948 schloss in Lincoln die East Branch and Lincoln Railroad an, eine Waldbahn, die Holz nach Lincoln lieferte, das über die Bahnstrecke weitertransportiert wurde. Auch nach der Stilllegung der eigentlichen Waldbahn existierte die Gesellschaft weiter und führte noch bis 1972 den Rangierbetrieb im Bahnhof Lincoln durch. Entlang der Strecke schlossen weitere Waldbahnen an, die jedoch nur kurzlebig waren. 
Der Personenverkehr auf der Schiene nach Lincoln endete bereits am 21. September 1938, jedoch betrieb die Boston&Maine noch bis 1952 Schienenersatzverkehr mit Bussen entlang der Strecke. Der Güterverkehr wurde jedoch weiterhin auf der Schiene durchgeführt und erst eine Überschwemmung im Sommer 1973 brachte den Verkehr zum Erliegen. Am 30. Oktober 1975 verkaufte die Boston&Maine die Strecke an den Bundesstaat, der sie reparierte und 1976 an die Wolfeboro Railroad verpachtete, die nun den Güterverkehr durchführte und auch einen Ausflugszug betrieb. Nachdem 1977 die Papierfabrik in Lincoln schloss, stellte die Wolfeboro den Güterverkehr ein und löste den Pachtvertrag. Von 1977 bis 1981 betrieb die Goodwin Railroad einen Ausflugszug und seit 1984 verkehrt die Hobo Railroad regelmäßig zwischen Lincoln und West Thornton sowie deren Tochtergesellschaft Winnipesaukee Scenic Railroad zu besonderen Anlässen über die gesamte Strecke und weiter bis Tilton. Der Abschnitt von North Woodstock nach Lincoln (ca. 1,5 km) wurde inzwischen stillgelegt. Das alte Bahnhofsgebäude von Lincoln wurde nach North Woodstock verlegt, wo heute die Ausflugszüge enden.

## Streckenbeschreibung
Die Bahnstrecke zweigt in Plymouth aus der Bahnstrecke Concord–Wells River ab, die hier das Tal des Pemigewasset River verlässt. Die Strecke verbleibt im Tal und überquert zunächst den hier einmündenden Baker River. Sie verläuft auf ganzer Länge entlang des Pemigewasset und überquert ihn dabei mehrfach, zuerst bei Streckenkilometer 4,94, wo die Strecke auf das östliche Ufer wechselt. Kurz darauf erreicht die Trasse den Beebe River, in dessen Tal von 1917 bis 1933 eine 24 Kilometer lange Waldbahn hineinführte. Am nächsten Bahnhof in Campton zweigte eine kurze Stichstrecke in das eigentliche Dorf Campton ab, die nur dem Güterverkehr diente und in den 1930er Jahren stillgelegt wurde.
Nach Campton überquert die Bahn den Pemigewasset erneut und erreicht kurz darauf Thornton. Hier zweigte eine kurze Waldbahn zum Mirror Lake ab. Neben dem Golfplatz nördlich des früheren Bahnhofs West Thornton setzen jetzt die Züge der Hobo Railroad um, die von Lincoln bis hierher fahren. Nach dem nun folgenden Bahnhof Woodstock überquert die Strecke wieder den Pemigewasset. Direkt nach der Brücke folgt die Station Mountain Park, wo sich ein Hotel befand und wiederum eine Waldbahn, die Woodstock and Thornton Gore Railroad, an die Strecke anschloss, die von 1909 bis 1916 betrieben wurde. Unmittelbar vor dem Bahnhof North Woodstock erfolgt die letzte Überquerung des Pemigewasset. Der Bahnhof ist heute Endpunkt der Züge, das alte Bahnhofsgebäude von Lincoln wurde hierher verlegt und der Bahnhof in Woodstock umbenannt. Früher zweigte hier eine Waldbahn ab, die aus dem Gebiet der Franconia Notch Holz abtransportierte. Anderthalb Kilometer weiter ist der frühere Endbahnhof Lincoln erreicht, der heute abgebaut ist. Die Fortsetzung der Strecke bildete hier die bereits erwähnte East Branch and Lincoln Railroad.